# Theophilus (cráter)

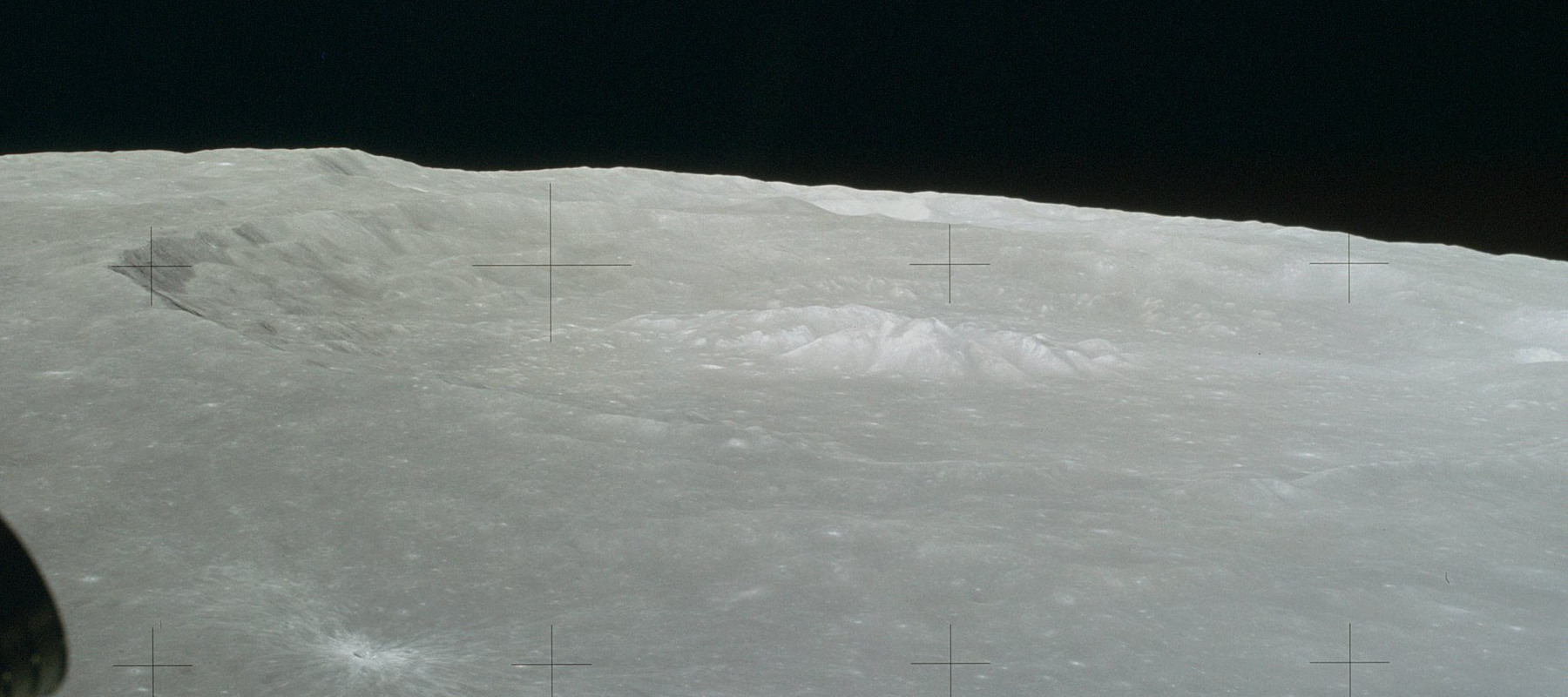
Fotografía de la misión Apolo 16

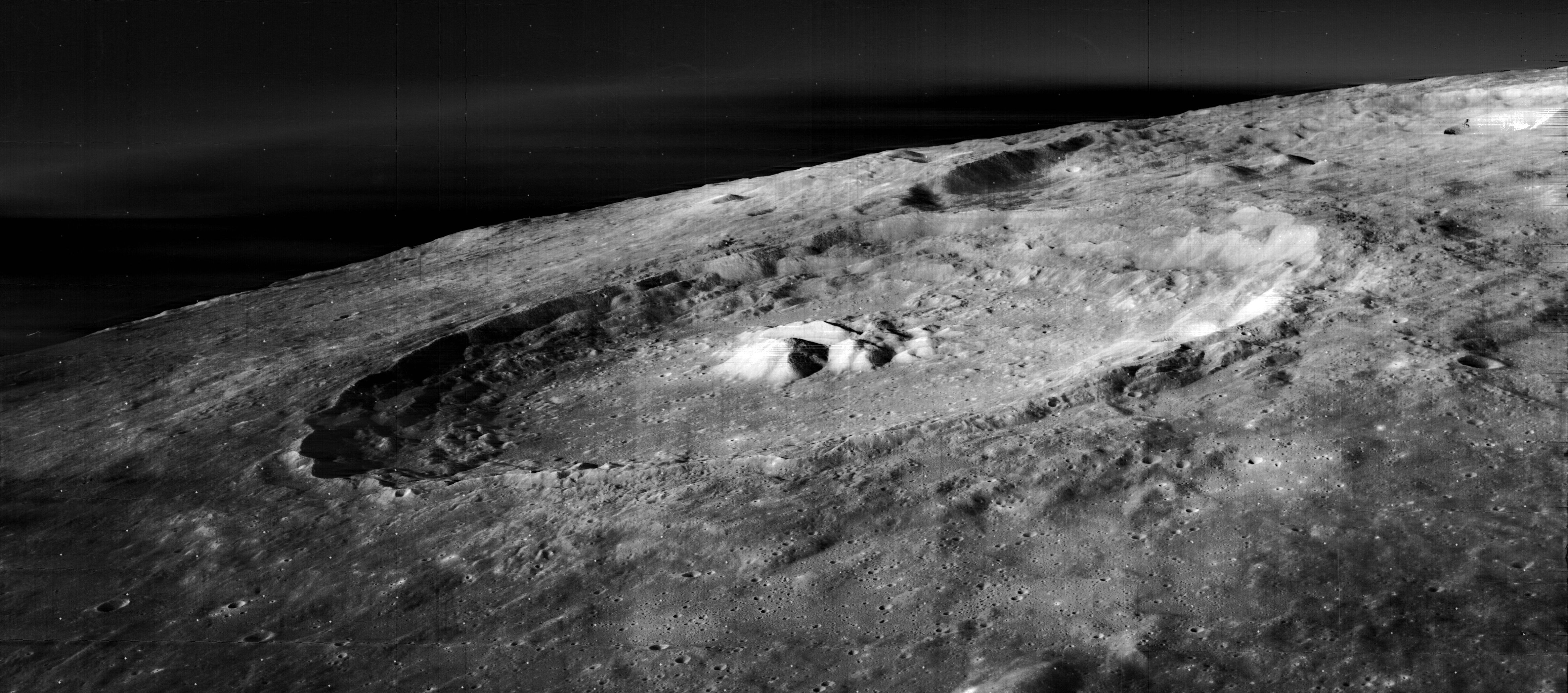
Vista oblicua de Theophilus desde el Lunar Orbiter 3

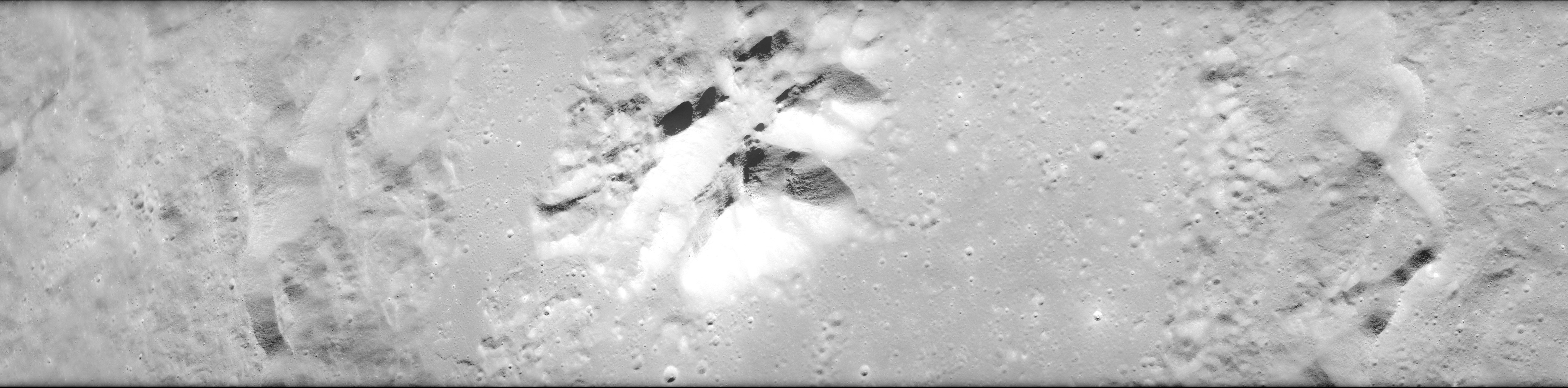
Fotografía de la misión Apolo 16

Theophilus es un prominente cráter de impacto lunar que se encuentra entre el Sinus Asperitatis en el norte y el Mare Nectaris al sureste. Se introduce parcialmente en el cráter Cyrillus de similares características, situado al suroeste. Al este se halla el cráter más pequeño Mädler y más al sur-sureste aparece Beaumont. Fue nombrado en memoria del patriarca copto del siglo IV Teófilo de Alejandría.
Theophilus, Cyrillus y Catharina forman un destacado grupo de grandes cráteres visibles al paso del terminador cinco días después de la luna nueva.

## Descripción
El borde de Theophilus tiene una superficie interior amplia, con aterrazamientos que muestras indicios de deslizamientos. Tiene 4200 metros de profundidad con paredes masivas, y ha sido afectado por una segunda formación: Cyrillus. Se creó durante el período Período Eratosteniano, de hace entre 3200 y 1100 millones de años. Tiene una imponente montaña central de 1400 metros de altura, con cuatro cumbres.
El suelo del cráter es relativamente plano. Presenta una gran plataforma central, con un triple pico, que alcanza una altura de aproximadamente 2 kilómetros por encima del suelo. El pico occidental se ha denominado Psi (ψ), el oriental Phi (φ), y el pico sur Alpha (α) Theophilus. Las laderas occidentales de esta cresta son más anchas y más irregulares, mientras que los picos descienden más agudamente hacia el suelo en las caras norte y oeste.
|  |  |

|  |  |

La misión Apolo 16 recogió varias piezas de basalto que se cree que son materiales eyectados durante la formación de Theophilus.

## Cráteres satélite

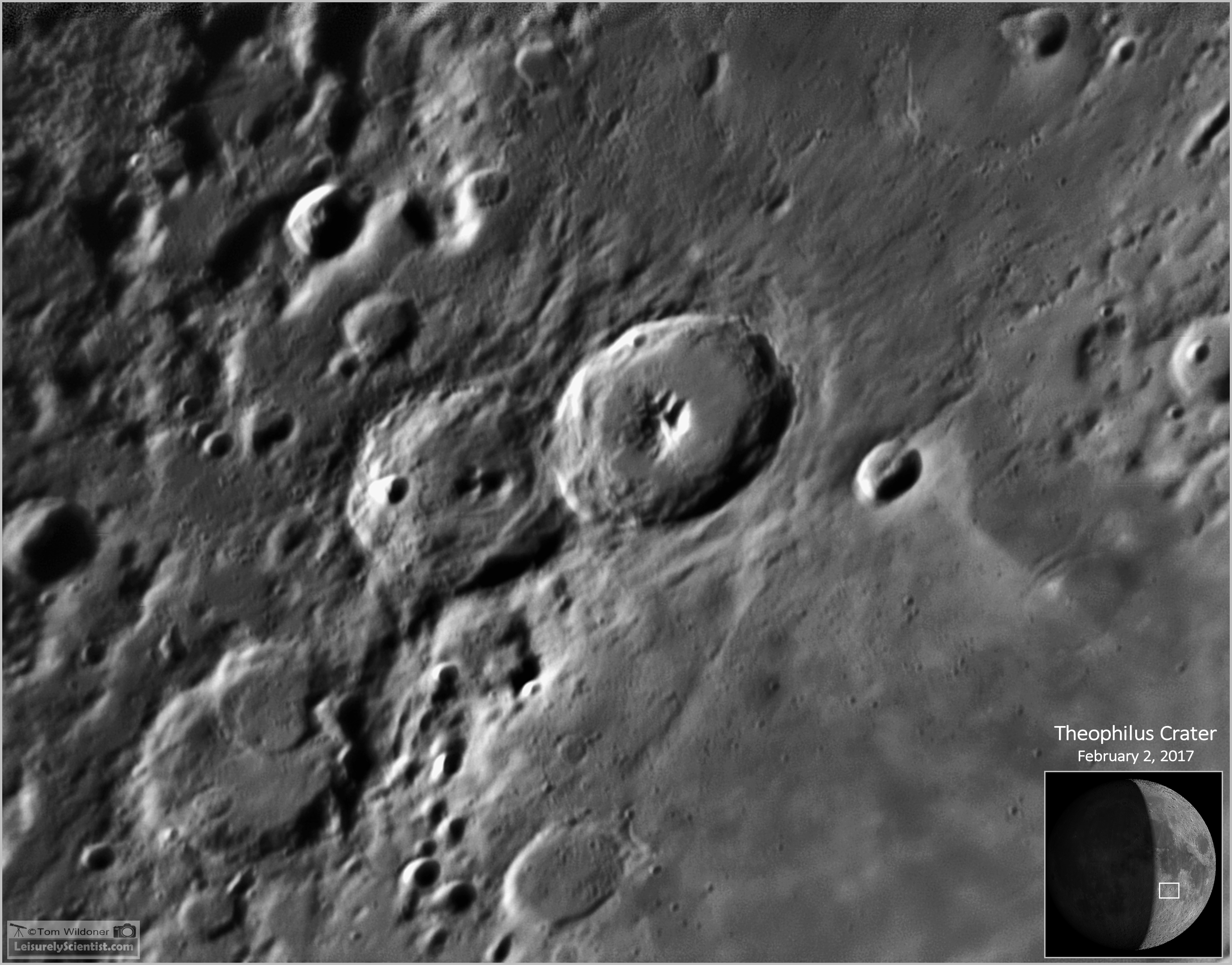
Cráter Theophilus (febrero de 2017)

Por convención estos elementos son identificados en los mapas lunares poniendo la letra en el lado del punto medio del cráter que está más cerca de Theophilus.
|            | \| Theophilus \| Coordenadas \| Diámetro \| \| ---------- \| ----------------------------- \| -------- \| \| B \| 10°30′S 25°12′E / -10.5, 25.2 \| 8 km \| \| E \| 6°48′S 24°00′E / -6.8, 24.0 \| 21 km \| \| F \| 8°00′S 26°00′E / -8.0, 26.0 \| 13 km \| \| G \| 7°12′S 25°42′E / -7.2, 25.7 \| 19 km \| \| K \| 12°30′S 26°18′E / -12.5, 26.3 \| 6 km \| \| W \| 7°48′S 28°36′E / -7.8, 28.6 \| 4 km \| |          |
| Theophilus | Coordenadas | Diámetro |
| B          | 10°30′S 25°12′E / -10.5, 25.2 | 8 km     |
| E          | 6°48′S 24°00′E / -6.8, 24.0 | 21 km    |
| F          | 8°00′S 26°00′E / -8.0, 26.0 | 13 km    |
| G          | 7°12′S 25°42′E / -7.2, 25.7 | 19 km    |
| K          | 12°30′S 26°18′E / -12.5, 26.3 | 6 km     |
| W          | 7°48′S 28°36′E / -7.8, 28.6 | 4 km     |